# Ignacio Berríos
Ignacio Isaac Berríos Lobos (Santiago de Chile, 14 de agosto de 2001) es un basquetbolista chileno que se desempeña como pívot en Rocamora de La Liga Argentina.

## Trayectoria
Berrios practicó varios deportes durante su niñez y adolescencia (incluyendo fútbol en las divisiones inferiores de Palestino), pero finalmente se inclinó por el básquetbol. En 2017 llegó a Boca Juniors proveniente del Club Deportivo Brisas.
Hizo su debut con el equipo mayor el 5 de septiembre de 2019 ante el equipo brasileño Cearense, en un partido correspondiente al Torneo InterLigas de ese año. Durante sus años en el club porteño tuvo poco espacio para actuar en la Liga Nacional de Básquet o en los torneos internacionales que disputaba el equipo, motivo por el cual se desempeñó fundamentalmente en la Liga de Desarrollo, de la cual se consagró campeón en mayo de 2022.
En septiembre de 2022 fue cedido a préstamo al club Gimnasia y Esgrima La Plata de La Liga Argentina, la segunda categoría del baloncesto profesional argentino.
Regresó a Chile para disputar la temporada 2023 de la Liga Nacional de Básquetbol de Chile como jugador de Los Leones de Quilpué. En ese club permaneció un año y medio, siendo parte del plantel que consiguió el título de la LNB en la temporada 2024. Tras festejar ese logro, partió nuevamente hacia la segunda categoría argentina, esta vez contratado por el Rocamora.

### Clubes
| Club                        | País      | Año             |
| --------------------------- | --------- | --------------- |
| Boca                        | Argentina | 2019 - 2022     |
| Gimnasia y Esgrima La Plata | Argentina | 2022            |
| Los Leones de Quilpué       | Chile     | 2023 - 2024     |
| Rocamora                    | Argentina | 2024 - Presente |

## Selección nacional
Berrios jugó el Campeonato FIBA Américas Sub-18 de 2018. 
En 2021 hizo su debut con la selección de baloncesto de Chile en un partido frente a Brasil, enmarcado en la clasificación de FIBA Américas para la Copa Mundial de Baloncesto de 2023.